# 切田潤二
切田 潤二（きりた じゅんじ、1973年7月16日 - ）は、山口県出身の競艇選手。登録番号3682。身長161cm。血液型Ｏ型。73期。山口支部所属。同期に柳瀬興志、岸恵子、飯島昌弘、荒井輝年らがいる。

## 来歴
- 1997年2月26日、下関競艇場にて「山口県選手権競艇」で優勝。
- 1999年3月17日、徳山競艇場にて「G3'99新鋭リーグ戦競走第3戦」で優勝。[2]
- 2000年9月24日、平和島競艇場での「第45回スポーツニッポンゴールデンカップレース」で優勝。[3]
- 2001年2月13日、徳山競艇場での「第44回中国地区選手権競走」にてG1初優出（4着）。[4]